# Brighton Watambwa
 (juillet 2014).
 (décembre 2016).
Brighton Tonderai Watambwa (né le 9 juin 1977 à Salisbury) est un ancien joueur de cricket zimbabwéen, qui a joué dans six tests de 2001 à 2002. Il a ensuite émigré à Miami, aux États-Unis. Il vit maintenant en Belgique avec sa seconde épouse et leur fille.